# コンピューター人間
コンピューター人間（コンピューターにんげん）は、「コンピューター時代の人間」を意味する、人間に対する分類用語。1970年前後から日本で使用され、活字時代の人間を「活字人間」、テレビ時代の人間を「テレビ人間」と呼ぶところから名付けられた。

## 概要
コンピューター普及前の1970年前後、未来学者の林雄二郎はテレビ人間を「フィーリング人間」と、コンピューター人間を「わりきり人間」とし、将来若者にコンピューター人間（コンピューターっ子）が増えてテレビ人間（テレビっ子）との断絶が起きるだろうとの予言をおこなった。
その後、実際にコンピューター人間が増えていき、1986年には社会精神病理学者の野田正彰がフィールドワークをおこなって経済週刊誌「エコノミスト」上で「情報社会の現在ーーコンピュータと人間」の連載を行い、1987年にはその連載を加筆修正した『コンピューター新人類の研究』を出版した。その研究では世代を以下のように定義している：
- コンピュータ不安世代 - 仕事場の情報化の流れで導入されたコンピュータを不安視する世代[4]。1945年前後以前生まれ[5]。
- コンピュータ第I世代 - 仕事としてコンピュータを使うようになった世代[4][5]。1955年〜1965年生まれ[5]。
- コンピュータ第II世代/コンピューター新人類第一期 - マイコン世代[4][5]。1965年〜1975年生まれ[5]。
- コンピュータ第III世代/コンピューター新人類第二期 - コンピューターゲーム世代[4][5]。1975年以降生まれ[5]。

またその研究によれば当時のコンピュータ少年はマンガとアニメとSFを好んでいた一方、コンピュータ少女はそもそも数が少なかったとされている。

## その他の用例
人間そっくりのアンドロイドのことをコンピューター人間と呼ぶこともある。これには例えば1969年に日本テレビ系で放送された海外ドラマ『S.0401年 宇宙大作戦』（スタートレック 第1シーズン）の「コンピューター人間」 （原題：What Are Little Girls Made of?）がある。
またイエスかノーの二択しかない人や、冷たくそっけない人をコンピューター人間と呼ぶこともある。

## 関連作品
- 桜井信夫 文、斎藤博之 絵『創作子どもSF全集 18 コンピューター人間』 国土社 1981年4月
- 小川憲治 『コンピュータ人間―その病理と克服』 勁草書房 1988年9月1日